# Into Cold Darkness
Into Cold Darkness è il secondo album della band death metal statunitense Vital Remains. Rilasciato dalla Peaceville Records il 25 marzo del 1995. È stata pubblicata anche una versione in Digipak dell'album contenente due tracce bonus "Dethroned Emperor" dei Celtic Frost e "Countess Bathory" dei Venom. Questo album e l'ultimo della band ad avere alla chittara solista Paul Flynn, alla voce Jeff Gruslin e l'unico ad avere Rick Corbett alla batteria.

## Tracce
1. Immortal Crusade – 8:56
2. Under the Moon's Fog – 6:45
3. Crown of the Black Hearts – 3:40
4. Scrolls of a Millennium Past – 5:18
5. Into Cold Darkness – 3:51
6. Descent into Hell – 4:02
7. Angels of Blasphemy – 3:53
8. Dethroned Emperor (Cover dei Celtic Frost presente solo nella versione in Digipak) – 4:44
9. Countess Bathory (Cover dei Venom presente solo nella versione in Digipak) – 3:42

## Formazione
- Jeff Gruslin - voce
- Tony Lazaro - chitarra ritmica
- Joseph Lewis - basso
- Rick Corbett - batteria